# 西武D21形ディーゼル機関車
西武D21形ディーゼル機関車（せいぶD21がたディーゼルきかんしゃ）は、かつて西武鉄道に在籍していた入換用の液体式ディーゼル機関車である。
D21・D22の2両が在籍し、いずれも車軸配置は B であるが、経歴、形態は大きく異なる。

## D21
西武鉄道の前身である武蔵野鉄道が1944年（昭和19年）に成田鉄道D1001形ディーゼル機関車を譲り受けたもので、凸形の車体を持つ。一度は売却されたものの1963年（昭和38年）に買い戻され、同年に西武所沢車両工場で液体式へ改造された。新製扱いでD21形D21として竣功、拝島線建設などに使用された。1969年（昭和44年）に除籍され、以降は保線用機械となっていたが、1977年（昭和52年）に解体された。

## D22
西武鉄道が蒸気機関車の下回りを流用して1957年（昭和32年）に西武所沢車両工場で製造したもので、L形の車体を持つ。当初D1形D1と称していたが、1963年（昭和38年）にD21形D22となった。所沢、横瀬で入換に使用されていたが、1983年（昭和58年）にD15形D16に置き換えられ、廃車・解体された。